# August Klingenheben
August Klingenheben (* 11. Mai 1886 in Barmen; † 26. Januar 1967 in Hamburg) war ein deutscher Afrikanist. Er war 1936–1945 und 1947–1954 Professor für Afrikanische Sprachen an der Universität Hamburg.

## Leben
Klingenheben, evangelisch-reformierter Sohn eines Kaufmanns, studierte ab 1905 Theologie und Semitische Sprachen in Halle, Marburg und Tübingen (unter anderem bei Franz Praetorius und Carl Brockelmann). Als wissenschaftlicher Hilfsarbeiter ging er 1911 an das Seminar für Kolonialsprachen des Hamburgischen Kolonialinstituts (unter Carl Meinhof). 1914–1919 nahm er am Ersten Weltkrieg teil, ab 1917 diente er als Oberleutnant der Osmanischen Armee in Kleinasien und Mesopotamien. Er promovierte 1920 bei Hans Stumme an der Universität Leipzig mit einer Arbeit über Die lautliche Gestaltung des Hausa-Dialekts von Katagum. 
Klingenheben habilitierte sich 1924 an der Universität Hamburg für afrikanische und semitische Sprachwissenschaft mit einer Schrift über das Ful. Die genaue Beschreibung der sprachlichen Phänomene dieser Sprache erlaubten es ihm, diese Sprache aus der Familie der damaligen „hamitischen Sprachen“ zu lösen und sie in die Sprachfamilie der heute als atlantisch bezeichneten Sprachen einzuordnen. Damit brachte Klingenheben gleichzeitig die „sprachwissenschaftliche Hamitentheorie“ zu Fall. Er lehrte anschließend als Privatdozent, 1928 wurde er zum außerordentlichen Professor für Afrikanische Sprachwissenschaft an der Universität Hamburg ernannt. 1930 wechselte er an die Universität Leipzig, wo er bis 1936 Direktor des anlässlich seiner Berufung eingerichteten Instituts für afrikanische Sprachen war. Im November 1933 unterzeichnete er das Bekenntnis der deutschen Professoren zu Adolf Hitler. Klingenheben war zum 1. Mai 1933 der NSDAP beigetreten (Mitgliedsnummer 2.990.323). Weitere Mitgliedschaften waren NSV, NSAHB (1937), Reichskolonialbund (1940), NSDDB (1941).
Im Jahr 1936 erhielt Klingenheben einen Ruf an die Universität Hamburg auf den weltweit ältesten Lehrstuhl für Afrikanistik und wurde zugleich als Nachfolger von Carl Meinhofs Direktor des Seminars für Afrikanische Sprachen (und Kulturen). 1944/45 war er Dekan der Philosophischen Fakultät der Universität Hamburg. Nach dem Zweiten Weltkrieg wurde er 1945 wegen seiner vorherigen Mitgliedschaft in der NSDAP und im Gaudozentenbund sowie seiner zeitweiligen Position als Blockwart entlassen. Im Dezember 1947 wurde er als Professor und Seminardirektor wiedereingesetzt. Im Sommersemester 1948 konnte er wieder an der Universität lehren. Auch nach der Emeritierung 1954 blieb er bis zu seinem Tod wissenschaftlich tätig.
August Klingenheben war ab 1927 mit der Afrikanistin Maria Klingenheben-von Tiling verheiratet. 

## Wissenschaftliches Werk
Neben seiner Beschäftigung mit dem Ful brachten ihm vor allem seine Studien über das Hausa wissenschaftlichen Ruhm ein. Seine Erkenntnisse über die Konsonanten in Endstellung im Hausa werden bis heute im anglo-amerikanischen Schrifttum als Klingenheben’s Law bezeichnet. Sein wissenschaftliches Werk zeichnet sich durch das Fehlen von nationalchauvinistischen und rassistischen Theorien (wie der Hamiten-Theorie seines Mentors C. Meinhof, die er widerlegte) aus – eine Haltung, die für seine Zeit nicht selbstverständlich war. In den Jahren 1941 und 1942 führte er Sprachforschungen mit französischen Kriegsgefangenen durch.